# János Irinyi

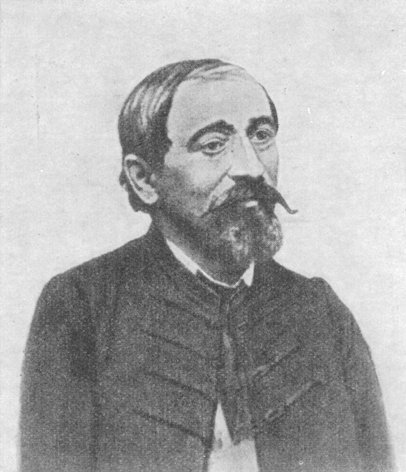
János Irinyi.

János Irinyi (* 17. Mai 1817 in Nagyléta, Königreich Ungarn; † 17. Dezember 1895 in Vértes) war ein ungarischer Chemiker und  Erfinder. Er entwickelte geräuscharme Zündmassen für Phosphorstreichhölzer.

## Leben
Erst studierte er in Debrecen, seine Chemiekenntnisse eignete er sich am Wiener Polytechnikum an. 1838 verfasste er in Berlin ein Buch über die Theorie der Chemie, indem er v. a. Säuren behandelt.
1836 erfand Irinyi eine neue Variante des Streichholzes, welche deutlich weniger explosionsgefährlich war. Inspiriert wurde er zu dieser Erfindung durch eine Vorlesung von Paul Traugott Meißner am Wiener Polytechnikum, als dieser zeigte, das Bleidioxid und Schwefel beim zusammenreiben entzündlich reagieren. 1840 gründete er in Budapest die erste Streichholzfabrik Ungarns. Seine Patente wurde von Stefan Rómer erworben und verwendet.
Im Ungarischen Freiheitskampf von 1848/1849 gegen Österreich besaß Irinyi eine herausragende Rolle. Von Kossuth wurde er mit der Kanonengießerei und mit der Herstellung von Schießpulver beauftragt. Außerdem war er derjenige, der die berühmten 12 Forderungen des Ungarischen Freiheitskampfes formulierte.